# مارکو آنتونیو رودریگز

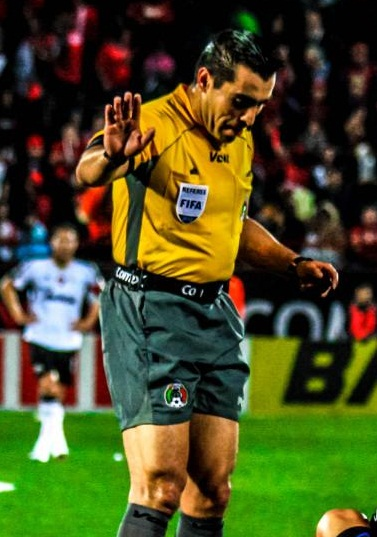
مارکو آنتونیو رودریگز

مارکو آنتونیو رودریگز مورنو در تاریخ ۱۰ نوامبر ۱۹۷۳ در مکزیکو سیتی مکزیک متولد شد او از سال ۲۰۰۰ به جمع داوران بین‌المللی پیوست او بازیهای جام جهانی ۲۰۰۶ و جام جهانی ۲۰۱۰ را قضاوت کرده‌است.

## قضاوت در جام جهانی

### جام جهانی ۲۰۰۶
- انگلستان با پاراگوئه
- ساحل عاج با صربستان

### جام جهانی ۲۰۱۰
- استرالیا با آلمان
- جام جهانی ۲۰۱۴
- آلمان با برزیل